# Броневский, Валериан Алексеевич
Валериан Алексеевич Броневский (1858, Таганрог — 12 января 1928, Таганрог) — российский революционер.

## Биография
Окончил Таганорогскую мужскую гимназию. Учился в Санкт-Петербургском университете.
В 1877 году вступил в партию «Земля и воля», после раскола которой в 1879 году вступил в организацию «Народная воля». За участие в подготовке покушений на императора Александра II был осуждён, провёл около 6 лет в тюрьмах и ссылке. Жил в эмиграции.
В 1905 году вернулся в Таганрог, работал бухгалтером на Таганрогском котельном заводе. В декабре 1905 года был избран секретарём первого городского Совета рабочих депутатов. Член РСДРП с 1906 года. 
До 1917 года снова находился в тюрьмах и на поселении в Иркутске. 
После амнистии 1917 года приехал в мае в Петербург, откуда в августе того же года вернулся в Таганрог. В Таганроге был почетным председателем и секретарем таганрогской организации партии социал-революционеров. После Октябрьской революции был членом Таганрогского Совета Рабочих Депутатов, председателем окружного суда по гражданскому отделу и председателем культпросветкомиссии при Совете. После занятия Таганрога деникинцами находился под следствием, как председатель окружного суда при большевиках. В 1920 году с приходом Красной армии был около 5 месяцев заведовал внешкольным подотделом Таганрогского Наробраза, затем заведовал секцией рабочих-подростков. Около 2-х лет учительствовал в деревне. С 1925 года заведовал Архивным бюро в Таганроге, был членом Архивной Комиссии, сотрудником Дониспарта и членом Таганрогского отдела Общества Политкаторжан. Называл себя левым народником. 
Умер 12 января 1928 года в Таганроге; похоронен на старом городском кладбище. В том же году его именем в Таганроге была названа Камышанская улица (ныне — Социалистическая улица).

## Источник
- Киричек М. С. Броневский, Валериан Алексеевич // Таганрог. Энциклопедия. — Таганрог: Антон, 2008. — С. 239. — ISBN 978-5-88040-064-5.